# 阿拉伯 (密蘇里州)
阿拉伯（英語：Arab）是位於美國密蘇里州波林格縣的非建制地區。

## 歷史
阿拉伯的郵局於1943年設立，其後於1996年停運。

## 地理
阿拉伯所處的海拔為高於海平面110米（即361英呎），而該地所採用的時區為UTC-6，即北美中部時區（CST）。同時該地設有夏令時間，為UTC-6調快一小時，即UTC-5（CDT）。